# Мумамба, Нумба
Ну́мба Мума́мба (англ. Numba Mumamba; род. 21 марта 1978, Замбия) — замбийский футболист, полузащитник, и тренер. Выступал за сборную Замбии.

## Карьера

### Клубная
С 1997 по 2000 год выступал в составе клуба «Конкола Блэйдз» из города Чилилабомбве провинции Коппербелт, стал за это время, вместе с командой, обладателем Кубка Замбии в 1998 году. В 2000 году пополнил ряды «Занако», где выступает по сей день. За время выступлений в клубе из Лусаки, вместе с командой, 5 раз становился чемпионом Замбии, 1 раз вице-чемпионом, 2 раза третьим призёром и один раз обладателем Кубка страны.

### В сборной
В составе главной национальной сборной Замбии выступал с 1998 по 2006 год, сыграл в её составе 33 матча, в которых забил 3 гола, в том числе провёл 5 игр в отборочном турнире к чемпионату мира 2002 года и 8 встреч, в которых забил 2 мяча (11 октября 2003 года Сейшелам и 1 октября 2005 года Либерии), в отборочном турнире к чемпионату мира 2006 года.
Участвовал в 4-х кубках африканских наций: 1998 (был в заявке, но на поле ни разу не выходил), 2000, 2002 и 2006, на которых, однако, Замбия каких-либо значимых успехов не достигла.

## Достижения

### Командные
«Конкола Блэйдз»
Обладатель Кубка Замбии:
- 1998

«Занако»
Чемпион Замбии: (5)
- 2002, 2003, 2005, 2006, 2009

Вице-чемпион Замбии:
- 2001

3-й призёр чемпионата Замбии: (2)
- 2000, 2004

Обладатель Кубка Замбии:
- 2002